# 詐害行為取消権
詐害行為取消権 (さがいこういとりけしけん) とは、債権者が債務者の行為を一定の要件の下に取り消すことができる権利。民法424条以下において規定されている。
現行民法では詐害行為取消権という名称で規定されている。かつては債権者取消権とも呼ばれていた。また、母法のフランス語の直訳で廃罷訴権と呼ばれたこともある。
- 民法の規定は、以下で条数のみ記載する。

## 概説

### 意義
通説・判例の立場によると債務者が債権者を害することを認識しつつ自己の財産を売買するなどして積極的に減少させた場合に、債権者が裁判上その行為を取り消して財産を返還させ、責任財産（抵当権や先取特権を有しない一般の債権者が債権を回収する際に引き当てとなる債務者の財産のこと）を保全するための制度とされている。
ローマ法のパウリアナ訴権に由来し、破産法上の否認権と同源であるが、現在、その機能はかなり異なった内容を有するに至っており、否認権が破産手続きにおいて、一般債権者のために比較的広範な要件において機能するのに対し、取消権は、破産外で（破産手続きにおいては否認権が優先される）、厳格な要件の下で行使され、実務的には民法425条の規定にかかわらず、行使をした債権者のために機能する。
2017年改正の民法（2020年4月1日法律施行）により424条1項を原則的な規律とし、破産法の規定に倣った類型ごとの特則が設けられた。

### 適用場面
債務者の責任財産が減少すれば、債権者が債権を回収できる可能性が低くなる。そして、債務者が債務者自身の責任財産を不当に減少させる行為（詐害行為）をした場合、この行為は債権者の債権回収の機会を減少させ、結果債権者を害すると言える。この場合に、債権者は、債務者の詐害行為を取り消し、詐害行為によって責任財産から失われた財産を債務者の責任財産へ戻す事ができる。
例えば、債務超過状態にある債務者Aと、Aに対する債権を有している債権者Xがいるとする。Aは先祖伝来の土地以外にめぼしい財産がなく、Xへの債務が弁済できなくなると分かっていながらも先祖伝来のこの土地を守るため、親戚のYに贈与してしまった。これによってAの財産は減少してしまい、このままではXは自分の債権を回収できなくなってしまう。そこでXはYへの贈与行為を詐害行為取消権によって取消し、土地をAに返還させ、あらためてこの土地を差し押さえて競売にかけ、その競売代金から債権を回収することができる。
これが詐害行為取消権制度が予定している場面である。
このとき、Aの贈与行為を詐害行為といい、Aから土地を贈与されたYのことを受益者という。もしもYからさらにZへ土地が譲渡されていた場合、このZのことを転得者という。

## 受益者に対する詐害行為取消権の要件

### 一般的要件

#### 詐害行為
債権者は、債務者が債権者を害することを知ってした行為の取消しを裁判所に請求することができる（424条1項本文）。
債務者が債権者を害する行為（詐害行為）をしたこと、具体的には債務者が無資力（いわゆる債務超過の状態）になることを言う。無資力状態は詐害行為のときだけでなく、取消権行使（事実審の口頭弁論終結時）のときにも無資力状態であることが必要である。債務者の資力が回復した場合は取消権を行使できない。債権者を保護する制度であって、債務者に制裁を加える制度ではないからである。
2017年の改正前の旧424条1項は「法律行為の取消し」としていたが、詐害行為には弁済など厳密には法律行為に含まれないものも含まれるため「行為の取消し」に変更された。
詐害行為取消権の対象となる例
- 不動産を時価相当額で売却する行為は原則として詐害行為になる(大判明44.10.3)。金銭に変わり散逸し易くなるため。
- 不動産の二重譲渡における第一の買主は、原則として第二の売買契約を詐害行為として取り消すことはできない。しかし、債務者が第二の売買契約によって無資力となった場合には、損害賠償請求権を保全するために、詐害行為として取り消すことができる(最判昭36.7.19)。
- 遺産分割協議(最判平11.6.11)

詐害行為取消権の対象とならない例
- 債権譲渡通知を債権譲渡行為と切り離して詐害行為取消権の対象とすることはできない(最判平10.6.12)。対抗要件具備行為は、それ自体としては取消の対象にはならない。
- 相続放棄(最判昭49.9.20)
- 離婚に伴う財産分与は、768条3項の規定の趣旨に反して不相応に過大であり、財産分与に仮託してなされた財産処分であると認めるに足りるような特段の事情がない限り、詐害行為として取消の対象とはならない(最判昭58.12.19)。

#### 詐害意思
債務者が債権者を害することを知ってした行為で（424条1項本文）、その行為によって利益を受けた者（受益者）もその行為の時において債権者を害することを知っていたことを要する（424条1項ただし書）。
詐害の意思の具体的な内容は一定ではない。詐害行為の性質を考慮して事案ごとに異なる。例えば、債務超過に陥っているにもかかわらず自己所有の不動産について新たに特定の債権者のために根抵当権を設定する行為は債権者を害する度合いが高いため、債務超過であることを認識していれば「詐害の意思」があったとされる(最判昭32.11.1)。一方、債務超過の債務者がある特定の債権者にだけ弁済した場合には、その債権者と債務者の間に通謀があるなど強い害意がなければ「詐害の意思」があったとはされない(最判昭33.9.26)。

#### 財産権を目的とする行為
財産権を目的としない行為については、詐害行為取消権は適用されない（424条2項）。

#### 被保全債権
被保全債権は原則として金銭債権でなくてはならない。しかし特定物債権であっても、その目的物を債務者が処分することにより無資力となった場合には取消権を行使できる。特定物債権も究極において損害賠償債権に変じうるのであるから、債務者の一般財産により担保されなければならないことは通常の金銭債権と同様である。
被保全債権は詐害行為の前の原因に基づいて生じたものでなければならない（424条3項）。
- 2017年改正前の民法の判例でも被保全債権は詐害行為が行われる前に成立していなければならないとされていた。それはこの制度の目的は責任財産の保全にあるため、債権が成立した時点における責任財産を保全すればそれで十分だからである（債務者の行為によってその財産が目減りしていても、それを前提に債務者に対する債権を取得したのだから、不都合はない）。
- 2017年改正の民法（2020年4月1日法律施行）ではこの判例法理をさらに進め、被保全債権の発生は詐害行為より後であっても、債権発生の原因が詐害行為より前であれば行使することができるとした[3]。
- なお、詐害行為よりも前に成立している債権であれば、詐害行為よりも後に当該債権を譲り受けた債権者であっても取消権を行使できる。

債権者は、その債権が強制執行により実現することのできないものであるときは、詐害行為取消請求をすることができない（424条4項）。424条4項は2017年改正の民法（2020年4月1日法律施行）で明文化された。

### 相当の対価を得てした財産の処分行為の特則
債務者が、その有する財産を処分する行為をした場合において、受益者から相当の対価を取得しているときは、債権者は、次に掲げる要件のいずれにも該当する場合に限り、その行為について、詐害行為取消請求をすることができる（424条の2）。
1. その行為が、不動産の金銭への換価その他の当該処分による財産の種類の変更により、債務者において隠匿、無償の供与その他の債権者を害することとなる処分（以下この条において「隠匿等の処分」という。）をするおそれを現に生じさせるものであること。
2. 債務者が、その行為の当時、対価として取得した金銭その他の財産について、隠匿等の処分をする意思を有していたこと。
3. 受益者が、その行為の当時、債務者が隠匿等の処分をする意思を有していたことを知っていたこと。

2017年改正の民法（2020年4月1日法律施行）で、相当の対価を得てした財産の処分行為について破産法161条の否認権の行使ができないにもかかわらず詐害行為取消権は行使することができてしまう不整合（2004年の破産法改正によって生じていた逆転現象）を解消するため、破産法の規律に倣って同様の要件が定められた。

### 特定の債権者に対する担保供与等の特則
債務者がした既存の債務についての担保の供与又は債務の消滅に関する行為について、債権者は、次に掲げる要件のいずれにも該当する場合に限り、詐害行為取消請求をすることができる（424条の3第1項）。
1. その行為が、債務者が支払不能（債務者が、支払能力を欠くために、その債務のうち弁済期にあるものにつき、一般的かつ継続的に弁済することができない状態をいう。次項第一号において同じ。）の時に行われたものであること。
2. その行為が、債務者と受益者とが通謀して他の債権者を害する意図をもって行われたものであること。

424条の3第1項は2017年改正の民法（2020年4月1日法律施行）で新設され、過去の判例法理を明文化し、相当の対価を得てした財産の処分行為について破産法162条の否認権の行使ができないにもかかわらず詐害行為取消権は行使することができてしまう不整合（2004年の破産法改正によって生じていた逆転現象）を解消するため、破産法162条1項1号等と同様の要件が定められた。
また、債務者が支払不能になる前であっても、債務者がした既存の債務についての担保の供与又は債務の消滅に関する行為が、債務者の義務に属せず、又はその時期が債務者の義務に属しないものである場合において、次に掲げる要件のいずれにも該当するときは、債権者は、同項の規定にかかわらず、その行為について、詐害行為取消請求をすることができる（424条の3第2
項）。
1. その行為が、債務者が支払不能になる前30日以内に行われたものであること。
2. その行為が、債務者と受益者とが通謀して他の債権者を害する意図をもって行われたものであること。

424条の3第2項も2017年改正の民法（2020年4月1日法律施行）で新設され、破産法162条1項2号と同様の趣旨でこれに判例が要件としていた通謀・詐害の意図を付け加えたものである。

### 過大な代物弁済等の特則
債務者がした債務の消滅に関する行為であって、受益者の受けた給付の価額がその行為によって消滅した債務の額より過大であるものについて、424条に規定する要件に該当するときは、債権者は、424条の3第1項の規定にかかわらず、その消滅した債務の額に相当する部分以外の部分については、詐害行為取消請求をすることができる（424条の4第1項）。
424条の4は2017年改正の民法（2020年4月1日法律施行）で新設され、過大な代物弁済等については424条の3第1項の要件を満たさなくても、その過大な部分が424条の要件（詐害行為取消権一般の要件）を満たしていれば詐害行為取消権を行使できるとするもので、破産法160条2項と同様の趣旨である。

## 転得者に対する詐害行為取消権の要件
債権者は、受益者に対して詐害行為取消請求をすることができる場合において、受益者に移転した財産を転得した者があるときは、次の各号に掲げる区分に応じ、それぞれ当該各号に定める場合に限り、その転得者に対しても、詐害行為取消請求をすることができる（424条の5）。
1. その転得者が受益者から転得した者である場合
その転得者が、転得の当時、債務者がした行為が債権者を害することを知っていたとき。
2. その転得者が他の転得者から転得した者である場合
その転得者及びその前に転得した全ての転得者が、それぞれの転得の当時、債務者がした行為が債権者を害することを知っていたとき。

2017年改正前の民法の判例（最判昭和49年12月12日集民113号523頁）ではいったん善意者が財産を取得した場合でも転得者が悪意であれば詐害行為取消権の行使を認めていたのに対し、破産法170条1項はいったん善意者が財産を取得すると以降の転得者に対して否認権を行使できないとしている。
2017年改正の民法（2020年4月1日法律施行）は、転得者に対して詐害行為取消請求をする場合、転得者（転得者が複数いるときは、すべての転得者）が転得した時に債務者の行為が債権者を害することを知っていたことが必要とし、破産法と同様にいったん善意者を経由した場合には詐害行為取消請求を認めないとした。ただし、転得者の悪意の対象は、自己の前者の悪意ではなく債務者の行為の詐害性であるとし、破産法で採用されていた「二重の悪意」の要件はとられず破産法も民法に合わせて法改正された。

## 詐害行為取消権の行使

### 詐害行為取消訴訟
詐害行為取消権は裁判上でのみ行使でき（424条1項本文）、受益者または転得者を被告として取消訴訟を提起することになる。債務者を被告として訴えることはできず、訴えを起こしても当事者適格がないとして却下されるが、債務者を受益者や転得者の側の補助参加として訴訟に関与させることはできる。

### 財産の返還又は価額の償還の請求
受益者に対する詐害行為取消請求の場合、債務者がした行為の取消しとともに、その行為によって受益者に移転した財産の返還を請求することができる。受益者がその財産の返還をすることが困難であるときは、債権者は、その価額の償還を請求することができる（424条の6第1項）。
債権者は、転得者に対する詐害行為取消請求の場合、債務者がした行為の取消しとともに、転得者が転得した財産の返還を請求することができる。転得者がその財産の返還をすることが困難であるときは、債権者は、その価額の償還を請求することができる（424条の6第2項）。
424条の6は2017年改正の民法（2020年4月1日法律施行）で新設された規定で、詐害行為取消訴訟は詐害行為を取り消す形成訴訟の側面と、逸出財産の返還を求める給付訴訟の側面とを併せ持つとする判例法理を明文化するものである。

### 訴訟告知
債権者は、詐害行為取消請求に係る訴えを提起したときは、遅滞なく、債務者に対し、訴訟告知をしなければならない（424条の7）。2017年改正の民法（2020年4月1日法律施行）で詐害行為取消訴訟の判決の効力を債務者に及ぼすことになったことから、債務者に反論の機会を与える手続保障のため債務者への訴訟告知が必要と改正された。

### 詐害行為の取消しの範囲
債権者は、詐害行為取消請求をする場合において、債務者がした行為の目的が可分であるときは、自己の債権の額の限度においてのみ、その行為の取消しを請求することができる（424条の8第1項）。
判例は取消権行使の範囲は、不可分債権でない限り、債権者の債権額に限られるとしていた(大判大9.12.24)。債権者の損害を救済するためのものだから、その救済に必要な範囲で取消を認めれば、必要かつ十分だからである。424条の8は2017年改正の民法（2020年4月1日法律施行）で新設された規定で判例法理を明文化するものである。

### 債権者への支払又は引渡し
財産の返還の請求が金銭の支払又は動産の引渡しを求めるものであるときは、受益者に対してその支払又は引渡しを、転得者に対してその引渡しを、自己に対してすることを求めることができる。この場合において、受益者又は転得者は、債権者に対してその支払又は引渡しをしたときは、債務者に対してその支払又は引渡しをすることを要しない（424条の9第1項）。
2017年の改正前の旧425条は取消権行使の効果は「すべての債権者の利益のためにその効力を生ずる。」とされていた。詐害行為取消権によって債務者の行為が取消されると、受益者、または転得者から債務者に金銭などが戻されることになる。ところがいったんは債務者の手元に戻ってもすぐに債務を弁済するために使われてしまうのだから、債務者としては返還されても受け取る意味がなく、受領を拒否する場合がある。そのため、金銭債権の場合は詐害行為取消権を行使した債権者に直接引渡すことが認められていた(大判大10.6.18)。
2017年改正の民法（2020年4月1日法律施行）は取消債権者は受益者または転得者に逸出財産の直接の引渡しを請求することができることを条文化した（424条の9）。
このとき債権者は受益者（または転得者）から受け取った金銭を債務者に返還する債務を負っているが、この債務と自己の有する債権を相殺することによって事実上の優先弁済を受けることができる。債権者が引渡しを受けた金銭等の返還債務と被保全債権を相殺することについては議論があるが、2017年改正の民法（2020年4月1日法律施行）では明文化は行われず解釈に委ねられている。

## 詐害行為取消権の行使の効果

### 認容判決の効力が及ぶ者の範囲
詐害行為取消請求を認容する確定判決は、債務者及びその全ての債権者に対してもその効力を有する（425条）。
判決の効力は、原告となった者（原告となった債権者）と被告となった者（受益者または転得者）、さらに425条により債務者及びその全ての債権者に対してもその効力を生じる。
2017年の改正前の425条の解釈では、判決の効力は債権者と受益者との間でのみ生じる相対的効力とされていた（大判明治44年3月24日民録17輯117頁）。しかし、相対的効力の主眼は、詐害行為取消権の効力を責任財産の保全に必要な範囲にとどめるためで、債務者に効力を及ぼすことを否定する点にはないため、2017年改正の民法（2020年4月1日法律施行）で債務者に対してもその効力を有するとされた。

### 債務者の受けた反対給付に関する受益者の権利
債務者がした財産の処分に関する行為（債務の消滅に関する行為を除く。）が取り消されたときは、受益者は、債務者に対し、その財産を取得するためにした反対給付の返還を請求することができる。債務者がその反対給付の返還をすることが困難であるときは、受益者は、その価額の償還を請求することができる（425条の2）。
2017年改正の民法（2020年4月1日法律施行）で詐害行為取消訴訟の判決の効力は債務者に対してもその効力を有するとされたことから、債務者の受けた反対給付に関して受益者の返還請求を認めるため追加された。

### 受益者の債権の回復
債務者がした債務の消滅に関する行為が取り消された場合（424条の4の規定により取り消された場合を除く。）において、受益者が債務者から受けた給付を返還し、又はその価額を償還したときは、受益者の債務者に対する債権は、これによって原状に復する（425条の3）。
破産法169条と同趣旨であり、判例も債務の消滅に関する行為が取り消された場合には受益者の債権は復活するとしていたことから、2017年改正の民法（2020年4月1日法律施行）で追加された。

### 詐害行為取消請求を受けた転得者の権利
転得者に対する詐害行為取消訴訟の効力は他の転得者や受益者には及ばないため、2017年改正の民法（2020年4月1日法律施行）では詐害行為取消訴訟の効力が及ぶこととなった債務者に対して転得者は一定の限度で権利を行使できるとされた。
債務者がした行為が転得者に対する詐害行為取消請求によって取り消されたときは、その転得者は、次の各号に掲げる区分に応じ、それぞれ当該各号に定める権利を行使することができる。ただし、その転得者がその前者から財産を取得するためにした反対給付又はその前者から財産を取得することによって消滅した債権の価額を限度とする（425条の4）。
1. 425条の2に規定する行為が取り消された場合
その行為が受益者に対する詐害行為取消請求によって取り消されたとすれば同条の規定により生ずべき受益者の債務者に対する反対給付の返還請求権又はその価額の償還請求権
2. 425条の3に規定する行為が取り消された場合（424条の4の規定により取り消された場合を除く。）
その行為が受益者に対する詐害行為取消請求によって取り消されたとすれば前条の規定により回復すべき受益者の債務者に対する債権

## 詐害行為取消権の期間制限
詐害行為取消請求に係る訴えは、債務者が債権者を害することを知って行為をしたことを債権者が知った時から2年を経過したときは、提起することができない（426条前段）。
- 2017年の改正前の426条は「債権者が取消しの原因を知った時」とされていたが、判例では債務者が債権者を害することを知って法律行為をしたことを債権者が知った時と解されており、2017年改正の民法（2020年4月1日法律施行）で明文化された[3]。
- 2017年の改正前の426条は「時効によって」としていたが、2017年改正の民法（2020年4月1日法律施行）で訴訟提起ができなくなるものと改められた[2]。

行為の時から10年を経過したときも、提起することができなくなる（426条後段）。2017年の改正前の426条は「行為の時から20年」とされていたが、長すぎるとして2017年改正の民法（2020年4月1日法律施行）で10年に短縮された。なお、破産法176条の行使期間も民法に合わせて10年に法改正された。